# HRT – Radio Zadar
Hrvatski radio Zadar ili Radio Zadar je radijska postaja u sastavu HRT-a, koja svoj program emitira na području grada Zadra, Paga, Ugljana i Ćelavca. 